# Rezbarstvo
Rezbarstvo je umetniško ali obrtniško oblikovanje predvsem lesa z rezilom, sedaj namenjeno predvsem olepšavi.
Rezbarstvo je doživelo svoj prvi razcvet že v Starem Egiptu. V Evropski umetnosti se je uveljavilo že v zgodnjekrščanski umetnosti, zlasti dolgo tradicijo ima v rezljanju cerkvenih vrat. V 12. stoletju so se pričeli pojavljati monumentalni kipi Križanega. V 15. stoletju se je rezbarstvo zelo razširilo in doživelo umetniški razcvet, še zlasti v nemško govorečih deželah in na Nizozemskem, saj so tam rezbarji pričeli izdelovati cerkveno opremo, zlasti oltarje, klopi, kipce in drugo.
Danes je rezbarstvo predvsem umetniško oblikovanje skulptur iz lesa ali kosti in tehnika oblikovanja okrasja notranjih prostorov (opažev, podbojev, vratnih kril) ter notranje opreme (omare, stoli, mize).
Izdelava skulptur v lesu je bila v preteklosti zelo pogosta oblika rezbarjenja, a se je veliko slabše ohranila kot iz drugih materialov, kot sta kamen in bron, saj je les občutljiv na gnilobo, mrčes in ogenj. Zato je pomemben element v zgodovini umetnosti mnogih kultur.  Zunanje lesene skulpture v večini delov sveta ne trajajo dolgo, tako da nimamo pravega vedenja o tem, kako se je tradicija razvijala. Mnoge izmed najpomembnejših skulptur Kitajske in Japonske so lesene, kot tudi velika večina afriških skulptur in iz Oceanije in drugih regij. Les je lahek za obdelavo, izdela se lahko zelo natančne podrobnosti, zato je zelo primeren za maske in druge skulpture namenjene za nošnjo. Prav tako je veliko lažji kot kamen. 
Nekateri najlepši ohranjeni primeri zgodnjega evropskega lesenega rezbarstva so iz srednjega veka v Nemčiji, Rusiji, Italiji in Franciji, kjer so bile značilne teme tistega časa krščanska ikonografija. V Angliji je ohranjenih veliko popolnih primerov iz 16. in 17. stoletja, kjer je bil hrast prednostni material.

## Metode in slogi
- rezbarjenje ornamentov
- rezbarjenje reliefov
- skandinavsko rezljanje
- rezbarjenje karikatur
- rezbarjenje ljubezenskih žlic
- rezbarjeni funkcionalni predmeti iz lesa
- rezljanje

## Tehnike

### Pribor
- rezbarski nožki – nožek za detajle, vrezni nožek, rezbarski nožek Scorp, dolbilni nož, žličar polokrogel velik in mali, žličar okrogel velik in mali - specializirani noži se uporabljajo za odrezovanje, rezanje in glajenje lesa.
- rezbarska dleta – ravna, kotna, upognjena, žličasta in posebna, ki se uporabljajo v različnih oblikah in velikostih za rezbarjenje vdolbin, krogov in preletnih krivulj.
- rezbarska žaga: majhna žaga, ki se uporablja, da bi prerezali kos lesa.
- Rezbarski dodatki: vtiskala, potezno rezilo (ravno, poševno, upognjeno, ravno veliko), lesen in medeninast bat (kladivo), ročaji za dleta ...
- oprema za ostrenje, kot so različni kamni, potrebni za vzdrževanje orodja.

Rezbarsko orodje je izdelano iz visoko ogljičnega jekla. Rezalni del mora biti zelo oster. Kot rezanja je približno 20 stopinj za iglavce in približno 30 stopinj za listavce. Rezalni rob je brušen na zunanji strani poševno. Orodja brusijo ročno s kamni ali s pomočjo električnih brusov. Pozornost je treba nameniti temperaturi med brušenjem. Rezila so tako tanka, da toplota, ki nastaja hitro uničuje material.
Na rezbarski mizi so potrebni: pritrdilni vijak za figure, vpenjalna ročica, vpenjalna naprava, rezbarski vpenjalni krožnik in rezbarska deska.
- Rezbarski noži
- Rezbarski nož za prirezovanje robov
- Rezbarsko dleto za V obliko

### Izbira lesa
Narava lesa omejuje obseg rezbarjenja, saj les ni enako močen v vseh smereh: je anizotropna snov. Smer, v kateri je les najmočnejši se imenuje "granulacija", (struktura je lahko ravna, prepletena, valovita, itd.). Zato je pametno, da  se za bolj občutljive dele modela uporabi vzdolžne smeri letnic, namesto pravokotno nanje in bolj vitka stebla ali listne točke ne bi smele biti preveč ločene od okolice. Nezadostno upoštevanje teh osnovnih pravil se lahko odrazi v slabem izdelku.
Verjetno dva najbolj pogosta lesova, ki se uporabljata za rezbarjenje sta lipa (aka tilia ali lime) in dren, oba sta listavca, ki sta relativno enostavna za obdelavo. Kostanj, hrast, ameriški oreh, mahagonij in tikovec je tudi zelo primeren les; medtem ko je za fino delo primeren italijanski oreh, gorski javor, jablana, hruška, sliva ali pušpan. Za tiste izdelke, ki jih je potrebno pobarvati in niso preveč občutljive narave, se praviloma uporablja bor.

### Kipi
Rezbarjenje se začne z izbiro kosa lesa, približne velikosti in oblike bodoče figure ali, če gre za večje skulpture, več kosov lesa. Vrsta lesa je pomembna. Trd les (listavci) je težje oblikovati, vendar imajo lepši lesk in daljšo življenjsko dobo. Mehkejše vrste lesa je lažje rezbariti, a so bolj nagnjene k poškodbam. Vsak les se lahko rezbari vendar imajo vsi različne lastnosti in značilnosti. Izbira je odvisna od zahtev izdelka: na primer, za podrobno figuro potrebujemo les s fino granulacijo, za zelo majhno figuro pa lahko fina struktura moti.
Ko je kipar izbere svoj les, najprej nariše figuro in začne s splošnim postopkom oblikovanja z uporabo zarez različnih velikosti. Orodje, ki ga pri tem uporablja je odvisno od podrobnosti figure. Manjše plastike lahko zahtevajo uporabo rezbarskega noža, večji kosi lahko zahtevajo uporabo žage. Ni važno, kakšen les je izbran ali kakšno orodje se uporablja, vedno je treba rezbariti bodisi prek ali vzdolž strukture, nikoli proti njej.
Ko je splošna oblika narejena, lahko rezbar uporablja različna orodja za ustvarjanje podrobnosti. Ko so bili narejeni drobnejši elementi, rezbar konča površino. Izbrana metoda je odvisna od želene kakovosti površine. Tekstura plitkih zarez daje "življenje" površini rezbarije in mnogo rezbarjev tako delo kar konča. Če je potrebna popolnoma gladka površina, se loti glajenja z orodji, kot so "rašplje", ploska orodja, s površino koničastih zob. Tudi rašple so različnih oblik in finosti. Bolj fino poliranje se opravi z brusnim papirjem različnih grobosti.
Ko je rezbarija končana, lahko umetnik zaščiti in pobarva les z različnimi naravnimi olji, kot je orehovo ali laneno olje, ki ščiti les pred umazanijo in vlago. Olje daje tudi lesk, ki odbija svetlobo in pomaga opazovalcu videti obliko. Rezbarji redko uporabljajo sijajni lak, ker ustvarja preveč bleščečo površino, ki odbija toliko svetlobe, da lahko spremeni obliko. Predmeti iz lesa se pogosto zaključijo s plastjo voska, ki ščiti les in daje mehko razkošen sijaj. Vosek je razmeroma občutljiv in je primeren le za notranje rezbarije.

## Tradicija
Izdelovanje vab in rib sta dve od umetniških tradicij, ki se je uporabljala za lesene rezbarije. Na UNESCO seznam nesnovne kulturne dediščine je bilo leta 2017 uvrščeno tudi konjiško rezbarjenje.

## Muzeji
Val Gardena muzej (Ladinsko: Museum de Gherdeina) v Ortiseju v Val Gardeni na Južnem Tirolskem ima bogato zbirko lesene rezbarije od 17. do 20. stoletja in izrezljane lesene igrače in punčke iz 19. in 20. stoletja. 
Nemški Ivory muzej v Erbachu (Odenwald) ima obsežno zbirko rezbarij iz slonovine in slonovini podobnih materialov, kot je Tagua.